# Metartjärnen (Jörns socken, Västerbotten, 724548-169220)
Metartjärnen är en sjö i Skellefteå kommun i Västerbotten och ingår i Byskeälvens huvudavrinningsområde. Sjön har en area på 0,122 kvadratkilometer och ligger 308,1 meter över havet. Metartjärnen ligger i Byskeälven Natura 2000-område.

## Delavrinningsområde
Metartjärnen ingår i det delavrinningsområde (724598-168955) som SMHI kallar för Ovan 724621-169230. Medelhöjden är 317 meter över havet och ytan är 18,19 kvadratkilometer. Räknas de 6 avrinningsområdena uppströms in blir den ackumulerade arean 140,44 kvadratkilometer. Ålsån som avvattnar avrinningsområdet har biflödesordning 2, vilket innebär att vattnet flödar genom totalt 2 vattendrag innan det når havet efter 105 kilometer. Avrinningsområdet består mestadels av skog (63 procent) och sankmarker (33 procent). Avrinningsområdet har 0,12 kvadratkilometer vattenytor vilket ger det en sjöprocent på 0,7 procent.